# Jonathas
Jonathas Cristian de Jesus Maurício, plus connu sous le nom de Jonathas, né le 6 mars 1989 à Betim dans le Minas Gerais, est un footballeur brésilien, qui évolue au poste d'attaquant au Hanovre 96.

## Biographie
Jonathas commence sa carrière au Brésil. Il passe pro à 17ans au Cruzeiro, puis est prêté à l'Ipatinga et à Vila Nova. En 2008, il rejoint l'Europe et le championnat des Pays-Bas en s'engageant avec l'AZ Alkmaar. Il est sacré champion des Pays-Bas en 2009 avec ce club mais y joue peu en équipe première.
En 2011, il est transféré en Italie, à Brescia. Il joue ensuite en faveur de Pescara qui le prête successivement au Torino, à l'US Latina en série B et au Elche CF promu en première division espagnole, où il commence à faire parler de lui. Lors de la saison 2014-2015, il termine à la 10e place des meilleurs buteurs du championnat espagnol avec 14 buts.

## Palmarès
- Champion des Pays-Bas en 2008-09 avec l'AZ Alkmaar